# Подјезична жлезда
Подјезична жлезда (лат. glandula sublingualis) је парна и најмања од три велике пљувачне жлезде, а спада у категорију мешовитих (претежно мукозних) саливаторних жлезда. Она има облик спљоштене маслине и смештена је у коштано-мишићној ложи испод слузокоже подјезичног предела. Осим са зидовима ове ложе, она остварује контакте са околним нервима и предњим крајем подвиличне жлезде. За разлику од подвиличне и паротидне жлезде, подјезична није обавијена добро ограниченом везивном капсулом.
Секретне цеви жлезде су изразито кратке, а прелазних цеви готово и да нема. Изводни канали су представљени са једним главним и 12-15 малих подјезичних канала. Стога је ово типичан представник сложене тубулоалвеоларне жлезде.
Велики подјезични канал (лат. ductus sublingualis major) полази са средине унутрашње стране жлезде и пружа се унапред и унутра. У пределу тзв. carunculae sublingualis на поду усне дупље, он се спаја са каналом подвиличне жлезде и излива свој секрет. Мали каналићи су кратки и узани, и они се отварају у усну дупљу дуж слузнице подјезичног набора.
У инервацији ове, као и других великих пљувачних жлезда, учествује вегетативни нервни систем (симпатикус и парасимпатикус). Васкуларизација се остварује преко грана подјезичне артерије, а венски судови су подјезична и дубока језична вена.